# Джулі Гаррінгтон (тенісистка)
Джулі Гаррінгтон (англ. Julie Harrington; нар. 5 лютого 1962) — колишня американська тенісистка.
Найвищу одиночну позицію світового рейтингу — 70 місце досягла 5 грудня, 1983 року.
Найвищим досягненням на турнірах Великого шолома було 3 коло в одиночному розряді.

## Фінали Туру WTA

### Одиночний розряд (0-2)
| Результат | W/L | Дата                  | Турнір           | Категорія    | Покриття | Суперниця        | Рахунок  |
| --------- | --- | --------------------- | ---------------- | ------------ | -------- | ---------------- | -------- |
| Поразка   | 0–1 | Жов 1981              | Кіото, Японія    | Категорія 1  | Тверде   | Кеті Ріналді     | 1–6, 5–7 |
| Поразка   | 0–1 | Bakersfield Open 1983 | Бейкерсфілд, США | Категорія 1+ | Тверде   | Дженніфер Мундел | 4–6, 1–6 |